# Jambaljamts Sainbayar
Jambaljamts Sainbayar (Ulaanbaatar, 4 september 1996) is een Mongools wielrenner.

## Carrière
Sainbayar werd nationaal kampioen in de wegwedstrijd in 2018 en 2023, bij de tijdrit werd hij in 2022 nationaal kampioen. Zijn behaalde zeges waren allen op Aziatische bodem. Zo won hij onder andere het eindklassement in de Ronde van Thailand en de 3e etappe in de Ronde van Iran. Vanaf 2021 reed hij voor de Maleisische ploeg Terengganu Polyglon Cycling Team. Bij deze ploeg behaalde hij zijn meeste overwinningen. Dit leverde hem in 2024 een contract op bij de Spaanse ploeg Burgos-BH.

## Palmares

### Overwinningen
2018
 Aziatisch kampioenschap wielrennen, beloften
 Nationaal kampioen op de weg, elite
2019
Puntenklassement Ronde van Xingtai
6e etappe Ronde van Fuzhou
2021
Kahramanmaraş Grand Prix Road Race
Eindklassement Ronde van Thailand
2022
 Aziatisch kampioenschap wielrennen, ploegentijdrit
 Aziatisch kampioenschap wielrennen, wegwedstrijd
 Nationaal kampioen tijdrijden, elite
Grand Prix Develi
1e etappe Ronde van Sakarya
2023
 Aziatisch kampioenschap wielrennen, tijdrit
 Nationaal kampioen op de weg, elite
2e etappe Ronde van Huangshan
3e etappe Ronde van Iran (Azerbeidzjan)
2024
 Nationaal kampioen tijdrijden, elite
2025
 Aziatisch kampioenschap wielrennen, wegwedstrijd
 Nationaal kampioen tijdrijden, elite

### Resultaten in voornaamste wedstrijden
|      | \| Jaar \| \| WK op de weg \| \| ---- \| \| ------------ \| \| 2021 \| \| opgave \| \| 2022 \| \| opgave \| \| 2023 \| \| opgave \| \| 2024 \| \| opgave \| |              |
| Jaar | | WK op de weg |
| 2021 | | opgave       |
| 2022 | | opgave       |
| 2023 | | opgave       |
| 2024 | | opgave       |

## Ploegen
- 2018 –  RTS Racing Team
- 2019 –  Ferei Pro Cycling Team (vanaf 17 mei)
- 2021 –  Terengganu Cycling Team (vanaf 31 mei)
- 2022 –  Terengganu Polyglon Cycling Team
- 2023 –  Terengganu Polyglon Cycling Team
- 2024 –  Burgos-BH
- 2025 –  Burgos Burpellet BH

Alleno · Álvarez · Angulo · Aparicio · Bol · Bouglas · Chumil · Delgado · Díaz · Ezquerra · Fagundez · Fernandez · Franco · Fuentes · Gate · Jackson · Langellotti · Mora · Okamika · Pelegrí · Sainbayar · Vacek · Bennassar (stagiair) · Cabedo (stagiair) · Rey (stagiair)